# Theobald Grasböck

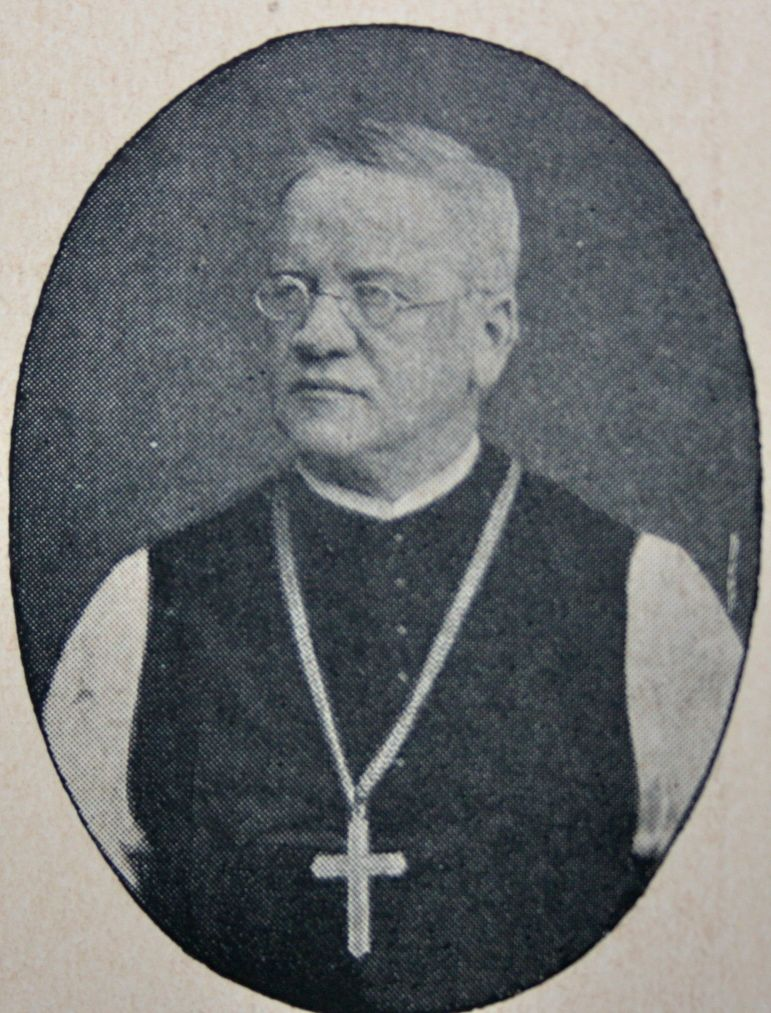
Abt Theobald Grasböck

Theobald Grasböck OCist (* 16. September 1846 in Leonfelden als Anton Grasböck; † 27. September 1915 in Wilhering) war von 1892 bis 1915 Abt des Stifts Wilhering.

## Biografie
Anton Grasböck stammte aus einer Kleinhäuslerfamilie und wurde 1854 als Sängerknabe ins Stift Wilhering geschickt. Am 20. August 1867 trat er in das Stift ein und erhielt den Ordensnamen Theobald. Nach Abschluss des Theologiestudiums in St. Florian wurde er 1872 zum Priester geweiht. 1884 wurde er zum Prior bestellt, um den bereits greisen Abt Alois Dorfer zu unterstützen.
Am 20. Juli 1892 wurde nach dem Ableben seines Vorgängers zum Abt gewählt und am folgenden Tag von Bischof Franz Maria Doppelbauer benediziert. Als Vertreter des Großgrundbesitzes wurde er in den oberösterreichischen Landtag gewählt. 1893 wurde er zum Generalvikar der Österreichisch-Ungarischen Zisterzienserkongregation gewählt. Ab 1899 war er Mitglied des Herrenhauses, das Oberhaus des österreichischen Reichsrates. Unter seiner Amtszeit wurde das Stiftsgymnasium in Wilhering gegründet.
Seit 1904 war er Ehrenmitglied der katholischen Studentenverbindung KÖStV Kürnberg Wien. 